# Lancaster Challenger 1978
Il Lancaster Challenger 1978 è stato un torneo di tennis facente parte della categoria ATP Challenger Series nell'ambito dell'ATP Challenger Series 1978. Il torneo si è giocato a Lancaster (Pennsylvania) negli Stati Uniti dal 13 al 19 agosto 1978 su campi in cemento.

## Vincitori

### Singolare
Erik Van Dillen ha battuto in finale  Kevin Curren con il punteggio di 6–4, 6–7, 7–6

### Doppio
Matt Mitchell /  William Maze hanno battuto in finale  Peter Rennert /  Kevin Curren con il punteggio di 7–5, 6–3